# 黑格曼 (新墨西哥州)
黑格曼（英語：Hagerman）是一個位於美國新墨西哥州查維斯縣的城鎮。

## 人口
根據2020年美國人口普查的數據，黑格曼的面積為3.51平方千米，皆為陸地。當地共有人口975人，而人口密度為每平方千米278人。